# Byford Dolphin
Byford Dolphin («Delfín de Byford», en inglés) fue una plataforma de perforación semisumergible estabilizada por columnas operada por Dolphin Drilling, una subsidiaria de Fred. Olsen Express.
Perforó estacionalmente para varias empresas en los sectores de Reino Unido, Dinamarca y Noruega del mar del Norte. Estaba registrado en Hamilton, Bermudas. Operó entre 1974 y 2019.

## Incidentes

### Accidente del 1 de marzo de 1976
El 1 de marzo de 1976, la plataforma encalló durante el tránsito desde un bloque en el Mar del Norte a Bergen. Toda la tripulación fue evacuada, pero seis personas murieron al caer de sus botes.

### Accidente del 5 de noviembre de 1983
En la madrugada del 5 de noviembre de 1983, cinco buzos fallecieron por una descompresión en una campana de buceo. Esta se habría provocado debido a la apertura de una escotilla que conectaba al túnel con la recámara de descompresión, lo que provocó una caída abrupta de la presión. Los tres buzos que se encontraban en el interior de la campana explotaron por el aumento de presión; mientras que otro, que se encontraba cerca de la puerta, sufrió una fuerza de 25 toneladas, lo que provocó una abertura en su cuerpo y que la mayoría de los órganos salieran disparados. Los cuatro fallecieron instantáneamente. El buzo que abrió la puerta externa salió brutalmente despedido hacia atrás y falleció luego por las heridas.

### Accidente del 17 de abril de 2002
Un trabajador noruego de 44 años recibió un golpe en la cabeza mientras estaba en la plataforma y murió a consecuencia del golpe. El accidente provocó que Byford Dolphin perdiera un contrato de exploración con Statoil.
El incidente le costó a la compañía millones de dólares en ingresos perdidos.